# Condado de Hillsborough (Florida)
El condado de Hillsborough es un condado ubicado en el estado de Florida. En 2000, su población era de 998 948 habitantes. Su sede está en Tampa.
El Condado de Hillsborough cobra una tasa de 1% a las ventas que se añade al 4% de la tasa del estado de Florida.

## Historia
El Condado de Hillsborough fue creado el 25 de enero de 1834. Su nombre es el de Wills Hill. primer marqués de Downshire, vizconde de Hillsborough en Inglaterra.

## Demografía
Según el censo de 2000, el condado cuenta con  998 948 habitantes, 391 357 hogares y 255 164 familias residentes.  La densidad de población es de 367 hab/km² (951 hab/mi²).  Hay 425 962 unidades habitacionales con una densidad promedio de 156 u.a./km² (405 u.a./mi²).  La composición racial de la población del condado es 75,17% blanca, 14,96% afrodescendiente o negra, 0,39% Nativa americana, 2,20% asiática, 0,07% de las islas del Pacífico, 4,66% de otros orígenes y 2,56% de dos o más razas.  El 17,99% de la población es de origen hispano o latino cualquiera que sea su raza de origen.
De los 391 357 hogares, en el 31,40% de ellos viven menores de edad, 47,70% están formados por parejas casadas que viven juntas, 13,20% son llevados por una mujer sin esposo presente y 34,80% no son familias. El 26,90% de todos los hogares están formados por una sola persona y 8,10% de ellos incluyen a una persona de más de 65 años. El promedio de habitantes por hogar es de 2,51 y el tamaño promedio de las familias es de 3,07 personas.
El 25,30% de la población del condado tiene menos de 18 años, el 9,30% tiene entre 18 y 24 años, el 31,70% tiene entre 25 y 44 años, el 21,70% tiene entre 45 y 64 años  y el 12,00% tiene más de 65 años de edad. La mediana de la edad es de 35 años.  Por cada 100 mujeres hay 95,80 hombres y por cada 100 mujeres de más de 18 años hay 92,70 hombres.
La renta media de un hogar del condado es de $40 663, y la renta media de una familia es de $48 223. Los hombres ganan en promedio $34 111 contra $26 962 para las mujeres. La renta per cápita en el condado es de $21 812. 12,50% de la población y 9,10% de las familias tienen entradas por debajo del nivel de pobreza. De la población total bajo el nivel de pobreza, el 17,20% son menores de 18 y el 10,00% son mayores de 65 años.

## Gobierno
El condado aprobó sus estatutos (Rule Charter) en 1983 y eligió sus primeros comisionados de condado bajo esos estatutos en 1985.

## Educación
Las Escuelas Públicas del Condado de Hillsborough gestiona escuelas públicas.

## Ciudades y comunidades

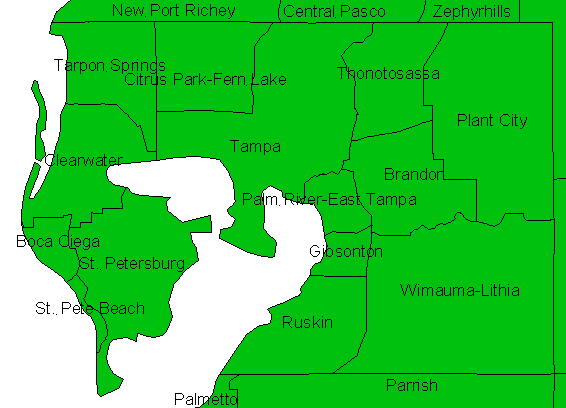
Subdivisiones del condado, incluye las del Condado de Pinellas.

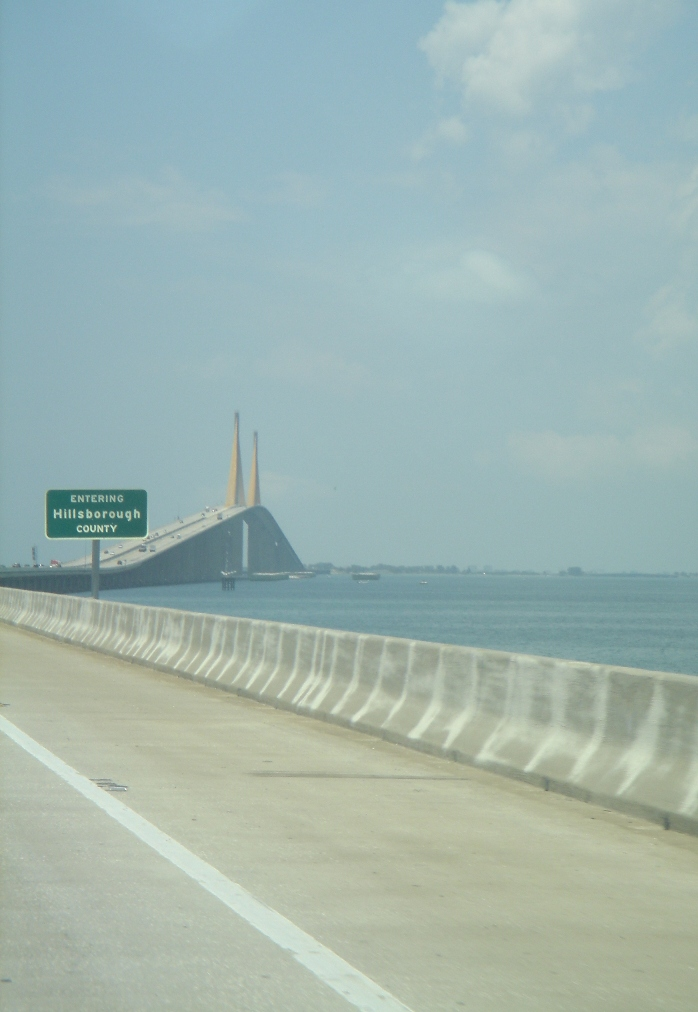
Entrada al Condado de Hillsborough por la autopista del sol.

### Municipalidades
- Plant City  Pob. 29.915
- Tampa  Pob. 303.447
- Temple Terrace  Pob. 20.918

### No incorporadas
- Apollo Beach Pob. 7.444
- Bloomingdale Pob. 19.839
- Boyette Pop 5.895
- Brandon Pob. 77.895
- Cheval Pob. 7.602
- Citrus Park Pob. 20.226
- Dover Pob. 2.798
- East Lake-Orient Park Pob. 5.703
- Egypt Lake-Leto Pob. 32.782
- Fish Hawk Pob. 1991
- Gibsonton Pob. 8.752
- Greater Carrollwood (Carrollwood) Pob. 33.519
- Greater Northdale (Northdale) Pob. 20.461
- Greater Sun Center (Sun City Center) Pob. 16.321
- Keystone Pob. 14.627
- Lake Magdalene Pob. 28.755
- Lutz Pob. 17.081
- Mango Pob. 8.842
- Palm River-Clair Mel Pob. 17.589
- Pebble Creek Pob. 4.824
- Progress Village Pob. 2.482
- Riverview Pob. 12.035
- Ruskin Pob. 8.321
- Seffner Pob. 5.467
- Thonotosassa Pob. 6.091
- Town 'n' Country Pob. 72.523
- University Pob. 30.736
- Valrico Pob. 6.582
- Westchase Pob. 11.116
- Wimauma Pob. 4.246

### Administración local
- Junta de comisionados del Condado de Hillsborough
- Registro de propiedad del Condado de Hillsborough
- Oficina del alguacil del Condado de Hillsborough
- Supervisión de elecciones del Condado de Hillsborough Archivado el 13 de julio de 2015 en Wayback Machine.
- Oficina de impuestos del Condado de Hillsborough

### Turismo
- Oficina de turismo de la bahía de Tampa

- Datos: Q488874
- Multimedia: Hillsborough County, Florida / Q488874